# Sport Club Virtus
Lo Sport Club Virtus è una società polisportiva italiana, con sede a La Spezia.

## Storia
Fu fondata a La Spezia il 13 maggio 1906 come sezione di atletica ed il primo presidente fu Menighetti.

### Sezione calcio
Nel 1919 partecipa al campionato di calcio, Promozione italiano, corrispondente al secondo livello del campionato italiano. Nella stagione 1919-1920 ottiene il terzo posto nel girone A della Liguria. In quella seguente l'ultimo posto del girone F della Liguria. Nel campionato 1921-1922 ottenne il secondo posto del girone A ligure.
Nella stagione 1922-1923 ottiene il terzo posto del girone C ligure, il sesto nella seguente.
I calciatori più importanti sono stati; Giuseppe Capra, Federico Munerati, Enrico Carzino, Gino Rossetti, che insieme hanno conformato una giovane e forte squadra nella stagione 1919-1920. E hanno vinto la Coppa Sport Club Virtus.

### Sezione pugilato
La sezione pugilato iniziò l'attività nel 1913 in via del Torretto, grazie agli ideatori Falcone, Lorenzelli, Degl'Innocenti, Giubbani, Zappa, Monducci, Brunoro, Guerroni, Scattina e i fratelli Scontrini.
Tra i pugili hanno brillato Amedeo Grillo che partecipò ai giochi olimpici del 1924 a Parigi, Bruno Grisoni, Alfredo Oldoini, Nino Paoletti, Natale Corsi, Nino Paoletti, Libero Stanziola, Natale Corsi, Efisio Cadeddu. Dopo la seconda guerra mondiale: Franco Ghilardi, Dino Vaccarezza, Gino Campagna, Walter Cozzani, Giuseppe Gaviano, Adriano Rabà, Bruno Visintin.